# Grabowski VIII Hrabia

Grabowski VIII Hrabia

Grabowski VIII Hrabia (Grabowski-Gecendorf, Goetzendorf-Grabowski, Zbiświcz odmienny) – polski herb hrabiowski, udostojniony herb Zbiświcz.

## Opis herbu
Opis z wykorzystaniem zasad blazonowania, zaproponowanych przez Alfreda Znamierowskiego:
W polu czerwonym miecz na opak srebrny, na którym takiż półksiężyc. Bezpośrednio nad tarczą korona hrabiowska, z której klejnot: orzeł czarny. O tarczę opierają się łokciami trzymacze: dzicy mężowie w przepaskach i wieńcach z liści, wsparci o maczugi, stojący na postumencie w postaci fragmentu murawy.

## Najwcześniejsze wzmianki
Herb przytaczany przez Ostrowskiego (Księga herbowa rodów polskich jako Grabowski-Gecendorf VIII) oraz Nowego Siebmachera. Nadany z pruskim tytułem hrabiowskim Piotrowi Bonifacemu Grabowskiemu z rodziny Goetzendorf-Grabowskich herbu Zbiświcz w 1786. Obdarowany zmarł bezpotomnie w 1797.

## Herbowni
Grabowski, Grabowski-Goetzendorf (von Gőtzendorff, Gecendorf).
Istniało wiele innych rodzin o nazwisku Grabowski, w tym na Kaszubach jeszcze dwie, herbu Grabowski VI oraz herbu Grabowski IV, nie licząc przedstawicieli rodu używających zwykłego Zbiświcza. Pełna lista herbów Grabowskich dostępna w artykule Grabowski IV.